# Larry Sanger
Lawrence Mark "Larry" Sanger (nascut el 16 de juliol de 1968) és organitzador de diversos projectes d'enciclopèdies en línia, entre les quals destaca la Viquipèdia. Sanger és considerat cofundador de la Viquipèdia i ha contribuït a organitzar-la com una comunitat lliure, oberta i col·laborativa desenvolupant diverses polítiques de l'enciclopèdia.

## Vida i estudis
Nascut a Bellevue, Washington i criat a Anchorage, Alaska, des de petit s'interessava per la filosofia, Alan Boraas del Anchorage Daily News va escriure: «Puc visualitzar l'escena en el seu institut quan ell li va dir el director el que volia ser de gran». «Noi, encara puc escoltar la veu del director dient, què vols fer amb la filosofia?» ell va respondre, «Bé, canviar la forma de pensar del món». Es va graduar en l'institut l'any 1986, i després va estudiar a l'escola Reed College a estudiar filosofia.
Sent estudiant, sempre va demostrar interès per entendre les fonts del coneixement i també va mostrar molt d'interès per Internet i les habilitats per publicar a la web. Aquests interessos van fer que tingués la idea de crear una enciclopèdia en línia utilitzant una wiki. D'aquesta forma ell va crear un primer intent amb un servidor de llistes com a mitjà perquè els estudiants i tutors es reunissin i «actuar com un fòrum per la discussió de tutories», els mètodes, i la possibilitat i avantatges d'una xarxa voluntària, lliure de tutors individuals i els estudiants poden trobar a través d'Internet una via per a l'educació fora de l'àmbit universitari tradicional.
Es va titular en filosofia en la universitat Reed College el 1991, també un postgrau en la Universitat Estatal d'Ohio, el 1995, i per acabar, un doctorat també a la Universitat Estatal d'Ohio l'any 200. La seva tesi de grau es titula Els mètodes cartesians i el seu rerefons teòric i la seva tesi de doctorat La circularitat epistèmica: un assaig sobre el problema de la meta-justificació. Sanger està casat i té dos fills.

## Nupedia i Viquipèdia
Sanger va treballar per a l'empresa Bomis, propietat de Jimmy Wales, com a editor en cap de Nupedia. A causa del desencant pel lent desenvolupament d'aquesta, el gener de 2001 va proposar crear un wiki per a dinamitzar la creació d'articles. Com a resultat d'això, va sorgir la Viquipèdia (originàriament i en anglès Wikipedia), el nom de la qual va ser ideat per Larry Sanger. D'aquesta forma seria l'únic editor de pagament de l'enciclopèdia, estatus que va mantenir des del 15 de febrer de 2001 fins al dia en què va renunciar-hi, l'1 de març de 2002.
Sanger afirma ser el cofundador de Wikipedia juntament amb Jimmy Wales, encara que aquest últim des del 2004 ha rebutjat en diverses ocasions aquesta consideració, proclamant-se l'únic fundador de l'enciclopèdia. Així doncs, Wales argumenta que encara que el rol de Sanger era important, no deixava de ser un empleat sota la seva direcció.
El setembre de 2006, Sanger va anunciar la creació d'una Bifurcació de la Viquipèdia, denominada Citizendium.

## Citizendium
El 25 de març de 2007 Citizendium va finalitzar la seva fase pilot i va entrar a la fase beta, amb un prototip directa i de fàcil lectura pel públic. Citizendium pretenia ser millor que Viquipèdia. Larry Sanger va anunciar el 2007 la intenció de posicionar-se líders en dos o tres anys. Al cap de dues setmanes del llançament, Sanger declarava: «El treball dels viquipedistes ha meravellat al món per la seva naturalesa d'aficionats que contribueixen amb Viquipèdia de manera anònima. Però alguns experts es mostren hostils cap a Viquipèdia i intenten evitar-la. Podem agafar Viquipèdia i utilitzar-la o estudiar-la com un prototip per l'aplicació de fonts obertes de hackers als continguts en comptes del codi. És precisament això, un prototip, no pas un model madur de com aquests principis han de ser aplicats. Citizendium no vol basar-se en la cultura de l'anonimat, sinó en la cultura de la vida real, on la persona és responsable del que fa (en aquest cas, del que escriu)».
En referència a la creació d'un projecte de nova enciclopèdia, Sanger considera que «si som capaços de crear una enciclopèdia més fiable i lliure, i adoptem un sistema diferent de Viquipèdia, aleshores és clau la supervisió dels continguts per experts. En poques paraules, hem iniciat una nova i millor forma d'utilitzar els wikis, i una manera interessant i dinàmica de construir una base de coneixements en línia. Cada vegada més, Citizendium sembla que serà el proper pas en l'evolució d'Internet en col·laboració, d'Internet participatiu. Els fonaments del projecte són sòlids. Amb temps i bastant gent el resultat seria increïble, i està al nostre abast. Tenim l'oportunitat de crear una cosa realment útil per la humanitat, i ho hem d'intentar».
En una entrevista per El Diari de Minnesota li preguntaven: «Veu vostè un paper de Citizendium en qualsevol lloc en el món acadèmic?» Ell contestava: «Per descomptat, la idea és que Citizendium sigui prou bo per als professors, que podran enviar als seus estudiants a documentar-se. Els estudiants utilitzen Viquipèdia com a punt de partida, quan volen aprendre sobre un tema concret. És un bon recurs, però la idea és que Citizendium sigui més fiable que els articles de la Viquipèdia».

## Contrast amb Viquipèdia
Basant-se en l'experiència de Sanger d'altres enciclopèdies col·laboratives, Citizendium representa un esforç per establir una enciclopèdia en xarxa acadèmica i creïble. Sanger té com a objectiu millorar el model d'enciclopèdia wiki basat a obtenir millor qualitat acadèmica dels articles. En una entrevista a CNET News el 2007, Sanger va explicar les seves raons per a un inici alternatiu a la Viquipèdia: «Crec que és absolutament necessari una altra wiki, en primer lloc, simplement perquè Viquipèdia no té credibilitat, per desgràcia. És un bon punt de partida, com diu la gent, sobre alguns temes, però no és realment el que busquem en un recurs de referència fiable. I francament, no crec que la comunitat de Viquipèdia es prepari per a fer canvis substancials per a transformar-ho en una cosa fiable».
Citizendium està basat en wiki, però té diversos aspectes que el diferencien de Viquipèdia, un d'ells és que els usuaris de Citizendium han de col·laborar usant el seu nom real, en canvi, a la Viquipèdia poden ser usuaris anònims, o crear un compte d'usuari. Aquest nom d'usuari no té necessàriament una relació amb el seu nom real. Els experts en els seus respectius camps, tenen un paper clau en la comunitat de Citizendium que no és més que aprovar els articles abans de ser publicats. La Viquipèdia, en canvi, compta amb una revisió dels editors.

## Post-Citizendium
A principis del 2009 Sanger va deixar d'editar Citizendium, però no va ser fins al 22 de setembre del 2010 que no va renunciar com a editor en cap de Citizendium, tot i que encara està disposat a oferir assessorament i segueix donant suport als objectius del projecte.
Havia estat treballant també al projecte WatchKnow, una comunitat sense ànim de lucre dedicada a la classificació i organització d'un ampli directori de centenars de milers de vídeos educatius per a nens. Després de deixar Citizendium ha treballat en el desenvolupament de projectes d'educació de WatchKnow. Està produint una aplicació de lectura-tutorial inicialment anomenat WatchKnow lector que és aplicable per als lectors principiants de totes les edats. Sanger és un filòsof, orador i consultor en el tema de la col·laboració de comunitats en línia.

## L'autoria de la Viquipèdia
Existeix un debat obert sobre el paper de Larry Sanger en la creació de la Viquipèdia. Sanger va dir repetides vegades que tenia la intenció de ser el cofundador de la Viquipèdia, cosa que Jimmy Wales nega rotundament.
Possiblement, aquesta versió diferent entre ambdues persones pot ser la incorrecta diferenciació dels termes codi obert i wiki i Nupedia i Wikipedia.
Sanger afirma que Wales era l'únic que concebia la idea d'una enciclopèdia en què la gent no experta podria ajudar afegint-hi informació. «Per ser clars, la idea d'enciclopèdia de codi obert, cooperatiu i obert a les contribucions de la gent comuna, era del tot de Jimmy, no meva». En canvi, Wales afirma que Sanger va ser qui va portar el concepte wiki i que, a més, li va aconsellar alguns conceptes que s'apliquen a la Nupèdia.
Després d'un temps, i segons Sanger, Wales va acordar al País de Gal·les dir que Jeremy Rosenfeld va ser qui va suggerir la idea d'enciclopèdia wiki, però més tard, a l'octubre de 2001, Wales va especificar: «Larry va tenir la idea d'utilitzar un software wiki». A més, Sanger afirma també que «ell va proposar el nom de Wikipedia, un nom estúpid per al que era, al principi, un projecte molt estúpid».